# Oreophryne biroi
Oreophryne biroi ist eine Amphibienart aus der Unterfamilie der Papua-Engmaulfrösche (Asterophryinae).

## Merkmale
Die Art erreicht eine Länge von 25 Millimetern. Die Körperoberseite ist gelblichrot und sehr fein und dicht punktiert, so dass zuweilen die Oberseite, die oberen Augenlider, die Vorderkopfseiten und besonders der Interorbitalraum fast schwarz erscheinen. Die Schultergegend ist dunkel. Die Gliedmaßen weisen Spuren dunkler Querbinden auf. Die Finger und Zehen sind hell und dunkel geringelt. Die Körperunterseite ist hell rötlichbraun und dunkelbraun bestäubt. Die Körperform ist ähnlich der der Gattung Rana. Der Kopf ist groß. Der Vorderkopf ist kurz. Der Canthus rostralis ist steil. Die Zügelregion fällt steil ab und ist so lang wie der Augendurchmesser. Der Interorbitalraum ist Eineindrittel mal so breit wie ein oberes Augenlid. Das Trommelfell ist undeutlich und kaum als ein Drittel so breit wie der Augendurchmesser. Der erste Finger ist bedeutend kürzer als der zweite. Die fünfte Zehe ist länger als die dritte. Die Zehen weisen eine sehr kleine Spur von Schwimmhaut auf. Die Haftscheiben der Fingerspitzen sind mäßig groß und etwas größer als die der Zehen. Subarticularhöcker und Metatarsalhöcker sind nicht vorhanden. Bei nach vorne an den Körper angelegtem Hinterbein reicht das Tibiotarsalgelenk bis zum Vorderrand des Auges. Die Haut ist glatt und nur am Hinterbauch und auf der Hinter- und Unterseite der Oberschenkel gekörnelt. Längs der Mittellinie des Rückens ist eine sehr feine Hautfalte vorhanden.

## Vorkommen
Oreophryne biroi kommt auf Neuguinea entlang der Nordküste von Madang, Madang Province, Papua-Neuguinea einschließlich Kairuru Island bis zu den Cyclops Mountains bei Jayapura, Papua, Indonesien in Höhenlagen bis 1000 Meter vor. Die Art lebt in Tieflandregenwald und Sekundärwald.

## Systematik
Oreophryne biroi wurde 1897 von Lajos Méhelÿ als Sphenophryne biroi  erstbeschrieben. Pieter Nicolaas van Kampen stellte die Art 1919 in die Gattung Oreophryne.

## Gefährdung
Oreophryne biroi wird von der IUCN als „Least Concern“ (ungefährdet) eingestuft.